# Rade Krunić
Rade Krunić (in serbo Раде Крунић?; Foča, 7 ottobre 1993) è un calciatore bosniaco, centrocampista della Stella Rossa e della nazionale bosniaca.

## Caratteristiche tecniche
Krunić è un trequartista, ma gioca anche come mediano o mezzala. Alla sua duttilità tattica unisce buone qualità tecniche e fisiche che lo rendono un giocatore moderno. Bravo a muoversi negli spazi stretti, ha un buon controllo palla oltre che ottime capacità di inserimento e una buona visione di gioco che gli consente di fornire assist ai compagni.

## Carriera

### Club

#### Esordi in Bosnia e Serbia
Cresce calcisticamente nella squadra della sua città natale, il Sutjeska Foča, prima di trasferirsi in Serbia, al Donji Srem. Nell'estate del 2014 è tesserato dalla società italiana del Verona, che però lo fa restare al Donji Srem, nella massima divisione serba. A gennaio dovrebbe ritornare in Italia, ma preferisce restare in Serbia e il club è costretto a pagare una sanzione per tenerlo nell'organico. Dopo una sola stagione, il Verona lo cede a titolo definitivo al Borac Čačak: Krunić resta così in Serbia.

#### Empoli
Il 30 giugno 2015 viene ingaggiato dall'Empoli, firmando un contratto triennale. Esordisce in Serie A il 4 ottobre seguente, nella vittoria casalinga contro il Sassuolo per 1-0, e mette a segno il suo primo gol il 24 ottobre seguente in Empoli-Genoa 2-0. Quella è stata la sua unica rete in stagione in 15 gare giocate, di cui 5 da titolare. L'allenatore Marco Giampaolo l'ha utilizzato da mezzala.
Segna il suo secondo gol la stagione seguente, il 18 febbraio 2017, nella sconfitta per 2-1 contro la Lazio. Nell'ottobre 2017 rinnova il suo contratto con la formazione azzurra, fino al giugno 2021.
L'anno successivo contribuisce al ritorno immediato dei toscani in Serie A ed è poi titolare anche nell'annata 2018-2019, chiusasi con la retrocessione in Serie B, mettendo insieme 33 presenze, 5 gol e 7 assist.

#### Milan

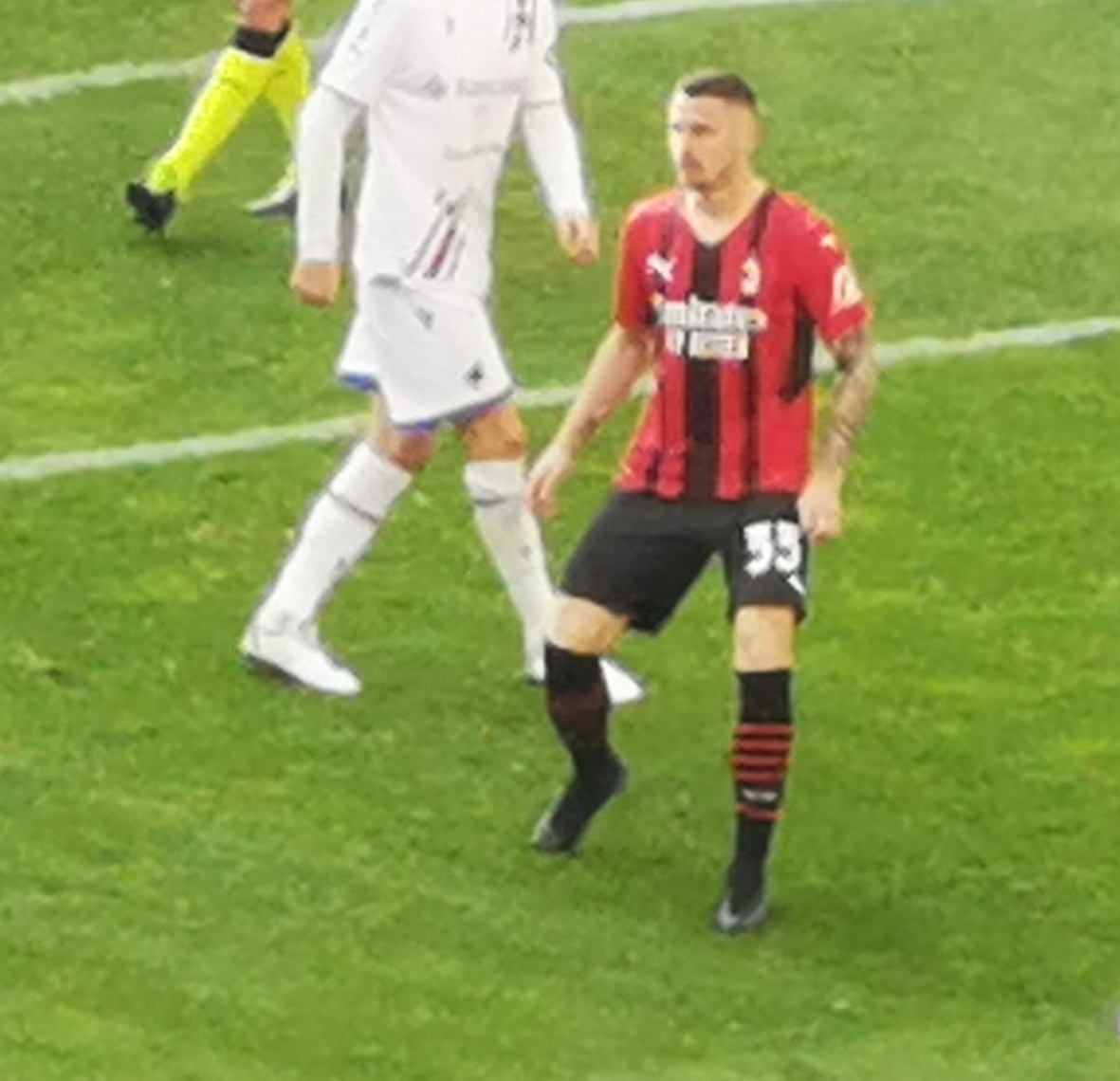
Krunić con il nel 2022

L'8 luglio 2019 viene ufficializzato il suo passaggio a titolo definitivo al Milan per 8 milioni di euro con un contratto quinquennale. Esordisce il 29 settembre in occasione della partita di campionato Milan-Fiorentina (1-3) alla 6ª giornata. Disputa una stagione da rincalzo, collezionando 15 presenze in Serie A.
Realizza il primo gol in maglia rossonera il 22 ottobre 2020, nella partita della fase a gironi di Europa League vinta per 3-1 in casa del Celtic. Il 7 marzo 2021 realizza su calcio di punizione la sua prima rete in massima serie con i rossoneri, nella vittoria per 2-0 esterna contro il Verona.
Nella stagione 2021-2022, contribuisce alla vittoria del campionato, il primo Scudetto in carriera per lui, totalizzando 28 presenze in Serie A e 35 fra tutte le competizioni. Lungo la stagione, il centrocampista dimostra una grande duttilità e adattabilità, giocando spesso da mediano e, talvolta, anche da trequartista.
Pur essendo rimasto escluso dalle prime fasi dell'annata successiva, a causa di un infortunio, nel settembre del 2022 Krunić rinnova il proprio contratto con il Milan fino al 2025. Il 2 novembre 2022 segna la sua prima rete in UEFA Champions League, nel successo per 4-0 sul Salisburgo che vale ai rossoneri l'accesso agli ottavi di finale di tale manifestazione dopo 9 stagioni.
Durante la stagione 2023-2024, dopo avere iniziato la stagione come titolare, a dicembre il centrocampista viene messo ai margini della rosa di Stefano Pioli.

#### Fenerbahçe e Stella Rossa
Il 13 gennaio 2024, viene ceduto in prestito al Fenerbahçe, nella Süper Lig, con obbligo di riscatto condizionato. Esordisce con i gialloblù quattro giorni dopo, in Coppa di Turchia, nel successo per 6-0 contro l'Adanaspor, e nel campionato turco il 21 gennaio seguente, nel pareggio casalingo per 1-1 contro il Samsunspor. Con la vittoria per 3-1 in casa del Rizespor del 19 febbraio 2024, viene riscattato a titolo definitivo dalla squadra di Istanbul, matematicamente salva grazie al risultato.
Il 3 settembre 2024 viene acquistato dalla Stella Rossa. Il 27 novembre segna la sua prima rete con i serbi in occasione del successo per 5-1 contro lo Stoccarda nella fase campionato di UEFA Champions League.

### Nazionale

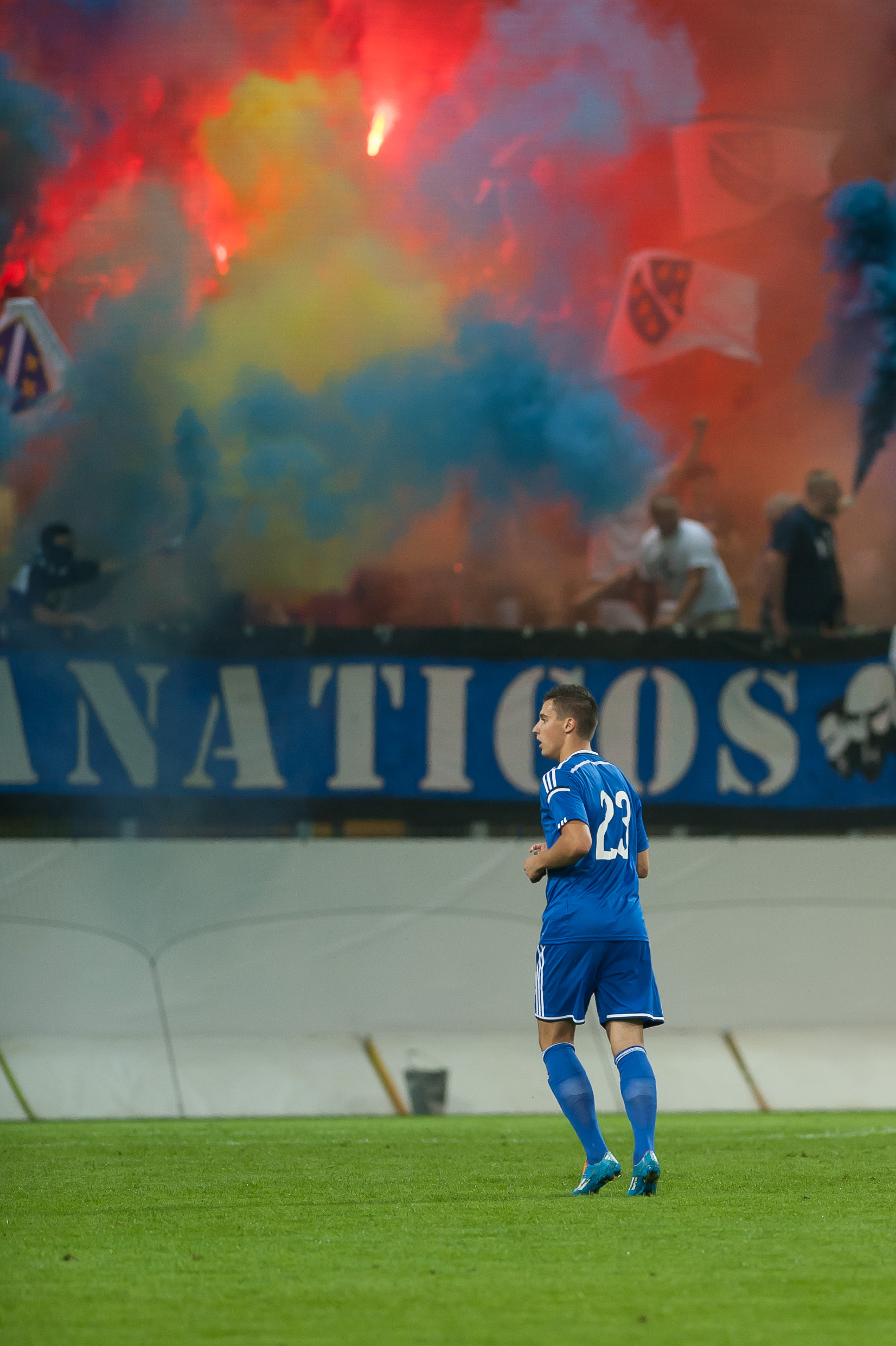
Krunić con la nazionale Under-21 bosniaca nel 2014

Dal settembre 2013 al settembre 2014, ha giocato con la Bosnia ed Erzegovina under 21, dove conta otto presenze senza mai segnare.
Nel novembre 2015, il CT. Mehmed Baždarević lo inserisce nella lista dei preconvocati della nazionale bosniaca, per la doppia sfida di qualificazione ai playoff di Euro 2016 contro l'Irlanda. Il debutto ufficiale avviene il 3 giugno 2016 contro la Danimarca, in una partita di Coppa Kirin dove subentra al minuto 89º al posto di Milan Đurić.
Dal 2018, con l'arrivo di Robert Prosinečki in panchina, viene convocato più spesso in nazionale. Il 23 marzo 2019 segna la sua prima rete in nazionale nel successo per 2-1 contro l'Armenia, firmando il provvisorio 1-0. L'8 ottobre 2020 va a segno nello spareggio contro l'Irlanda del Nord, ma il suo gol è vano in quanto la Bosnia viene eliminata ai rigori.
Il 23 marzo 2023 sigla la sua prima doppietta con la nazionale, in occasione del match finito 3-0 contro l'Islanda, valido per la qualificazione ad Euro 2024.

## Statistiche

### Presenze e reti nei club
Statistiche aggiornate al 6 novembre 2024.
| Stagione                               | Squadra             | Campionato          | Campionato | Campionato | Coppa nazionali | Coppa nazionali | Coppa nazionali | Coppe continentali | Coppe continentali | Coppe continentali | Altre coppe | Altre coppe | Altre coppe | Totale | Totale |
| Stagione                               | Squadra             | Comp                | Pres       | Reti       | Comp            | Pres            | Reti            | Comp               | Pres               | Reti               | Comp        | Pres        | Reti        | Pres   | Reti   |
| -------------------------------------- | ------------------- | ------------------- | ---------- | ---------- | --------------- | --------------- | --------------- | ------------------ | ------------------ | ------------------ | ----------- | ----------- | ----------- | ------ | ------ |
| 2012-gen. 2013                         | Sutjeska Foča       | 1L                  | 15         | 3          | -               | -               | -               | -                  | -                  | -                  | -           | -           | -           | 15     | 3      |
| gen.-giu. 2013                         | Donji Srem          | SL                  | 13         | 2          | CS              | 0               | 0               | -                  | -                  | -                  | -           | -           | -           | 13     | 2      |
| 2013-2014                              | Donji Srem          | SL                  | 27         | 3          | CS              | 3               | 0               | -                  | -                  | -                  | -           | -           | -           | 30     | 3      |
| 2014-gen. 2015                         | Donji Srem          | SL                  | 11         | 1          | CS              | 1               | 0               | -                  | -                  | -                  | -           | -           | -           | 12     | 1      |
| Totale Donji Srem                      | Totale Donji Srem   | Totale Donji Srem   | 51         | 6          |                 | 4               | 0               |                    | -                  | -                  |             | -           | -           | 55     | 6      |
| gen.-giu. 2015                         | Borac Čačak         | SL                  | 13         | 2          | CS              | 0               | 0               | -                  | -                  | -                  | -           | -           | -           | 13     | 2      |
| 2015-2016                              | Empoli              | A                   | 15         | 1          | CI              | 1               | 0               | -                  | -                  | -                  | -           | -           | -           | 16     | 1      |
| 2016-2017                              | Empoli              | A                   | 32         | 2          | CI              | 1               | 0               | -                  | -                  | -                  | -           | -           | -           | 33     | 2      |
| 2017-2018                              | Empoli              | B                   | 36         | 4          | CI              | 0               | 0               | -                  | -                  | -                  | -           | -           | -           | 36     | 4      |
| 2018-2019                              | Empoli              | A                   | 33         | 5          | CI              | 1               | 0               | -                  | -                  | -                  | -           | -           | -           | 34     | 5      |
| Totale Empoli                          | Totale Empoli       | Totale Empoli       | 116        | 12         |                 | 3               | 0               |                    | -                  | -                  |             | -           | -           | 119    | 12     |
| 2019-2020                              | Milan               | A                   | 15         | 0          | CI              | 3               | 0               | -                  | -                  | -                  | -           | -           | -           | 18     | 0      |
| 2020-2021                              | Milan               | A                   | 25         | 1          | CI              | 1               | 0               | UEL                | 12                 | 1                  | -           | -           | -           | 38     | 2      |
| 2021-2022                              | Milan               | A                   | 28         | 0          | CI              | 3               | 0               | UCL                | 4                  | 0                  | -           | -           | -           | 35     | 0      |
| 2022-2023                              | Milan               | A                   | 23         | 0          | CI              | 0               | 0               | UCL                | 11                 | 1                  | SI          | 0           | 0           | 34     | 1      |
| 2023-gen. 2024                         | Milan               | A                   | 10         | 0          | CI              | 0               | 0               | UCL                | 4                  | 0                  | -           | -           | -           | 14     | 0      |
| Totale Milan                           | Totale Milan        | Totale Milan        | 101        | 1          |                 | 7               | 0               |                    | 31                 | 2                  |             | 0           | 0           | 139    | 3      |
| gen.-giu. 2024                         | Fenerbahçe          | SL                  | 12         | 0          | TK              | 3               | 0               | UECL               | 3                  | 0                  | ST          | 0           | 0           | 18     | 0      |
| ago.-set. 2024                         | Fenerbahçe          | SL                  | 1          | 0          | TK              | 0               | 0               | UCL                | 3                  | 0                  | -           | -           | -           | 4      | 0      |
| Totale Fenerbahçe                      | Totale Fenerbahçe   | Totale Fenerbahçe   | 13         | 0          |                 | 3               | 0               |                    | 6                  | 0                  |             | 0           | 0           | 22     | 0      |
| set. 2024-2025                         | Stella Rossa        | SL                  | 23         | 3          | CS              | 3               | 0               | UCL                | 8                  | 1                  | -           | -           | -           | 34     | 4      |
| Fudbalski klub Crvena zvezda 2025-2026 | Stella Rossa        | SL                  | 2          | 2          | CS              | -               | -               | UCL                | 3                  | 2                  | -           | -           | -           | 5      | 4      |
| Totale Stella Rossa                    | Totale Stella Rossa | Totale Stella Rossa | 25         | 5          |                 | 3               | 0               |                    | 11                 | 3                  |             | 0           | 0           | 39     | 8      |
| Totale carriera                        | Totale carriera     | Totale carriera     | 334        | 29         |                 | 20              | 0               |                    | 48                 | 6                  |             | 0           | 0           | 402    | 34     |

### Cronologia presenze e reti in nazionale
| Cronologia completa delle presenze e delle reti in nazionale ― Bosnia ed Erzegovina | Cronologia completa delle presenze e delle reti in nazionale ― Bosnia ed Erzegovina | Cronologia completa delle presenze e delle reti in nazionale ― Bosnia ed Erzegovina | Cronologia completa delle presenze e delle reti in nazionale ― Bosnia ed Erzegovina | Cronologia completa delle presenze e delle reti in nazionale ― Bosnia ed Erzegovina | Cronologia completa delle presenze e delle reti in nazionale ― Bosnia ed Erzegovina | Cronologia completa delle presenze e delle reti in nazionale ― Bosnia ed Erzegovina | Cronologia completa delle presenze e delle reti in nazionale ― Bosnia ed Erzegovina |
| Data                                                                                | Città                                                                               | In casa                                                                             | Risultato                                                                           | Ospiti                                                                              | Competizione                                                                        | Reti                                                                                | Note                                                                                |
| ----------------------------------------------------------------------------------- | ----------------------------------------------------------------------------------- | ----------------------------------------------------------------------------------- | ----------------------------------------------------------------------------------- | ----------------------------------------------------------------------------------- | ----------------------------------------------------------------------------------- | ----------------------------------------------------------------------------------- | ----------------------------------------------------------------------------------- |
| 3-6-2016                                                                            | Toyota                                                                              | Bosnia ed Erzegovina                                                                | 2 – 2 (4 - 3 dtr)                                                                   | Danimarca                                                                           | Kirin Cup                                                                           | -                                                                                   | 89’                                                                                 |
| 28-3-2017                                                                           | Elbasan                                                                             | Albania                                                                             | 1 – 2                                                                               | Bosnia ed Erzegovina                                                                | Amichevole                                                                          | -                                                                                   |                                                                                     |
| 10-10-2017                                                                          | Tallinn                                                                             | Estonia                                                                             | 1 – 2                                                                               | Bosnia ed Erzegovina                                                                | Qual. Mondiali 2018                                                                 | -                                                                                   |                                                                                     |
| 8-9-2018                                                                            | Belfast                                                                             | Irlanda del Nord                                                                    | 1 – 2                                                                               | Bosnia ed Erzegovina                                                                | UEFA Nations League 2018-2019 - 1º turno                                            | -                                                                                   | 67’                                                                                 |
| 11-9-2018                                                                           | Zenica                                                                              | Bosnia ed Erzegovina                                                                | 1 – 0                                                                               | Austria                                                                             | UEFA Nations League 2018-2019 - 1º turno                                            | -                                                                                   | 89’                                                                                 |
| 11-10-2018                                                                          | Rize                                                                                | Turchia                                                                             | 0 – 0                                                                               | Bosnia ed Erzegovina                                                                | Amichevole                                                                          | -                                                                                   | 81’                                                                                 |
| 15-11-2018                                                                          | Vienna                                                                              | Austria                                                                             | 0 – 0                                                                               | Bosnia ed Erzegovina                                                                | UEFA Nations League 2018-2019 - 1º turno                                            | -                                                                                   | 80’                                                                                 |
| 18-11-2018                                                                          | Las Palmas                                                                          | Spagna                                                                              | 1 – 0                                                                               | Bosnia ed Erzegovina                                                                | Amichevole                                                                          | -                                                                                   | 62’                                                                                 |
| 23-3-2019                                                                           | Sarajevo                                                                            | Bosnia ed Erzegovina                                                                | 2 – 1                                                                               | Armenia                                                                             | Qual. Euro 2020                                                                     | 1                                                                                   | 83’                                                                                 |
| 26-3-2019                                                                           | Zenica                                                                              | Bosnia ed Erzegovina                                                                | 2 – 2                                                                               | Grecia                                                                              | Qual. Euro 2020                                                                     | -                                                                                   | 90+3’                                                                               |
| 5-9-2019                                                                            | Zenica                                                                              | Bosnia ed Erzegovina                                                                | 5 – 0                                                                               | Liechtenstein                                                                       | Qual. Euro 2020                                                                     | -                                                                                   |                                                                                     |
| 12-10-2019                                                                          | Zenica                                                                              | Bosnia ed Erzegovina                                                                | 4 – 1                                                                               | Finlandia                                                                           | Qual. Euro 2020                                                                     | -                                                                                   | 76’                                                                                 |
| 15-11-2019                                                                          | Zenica                                                                              | Bosnia ed Erzegovina                                                                | 0 – 3                                                                               | Italia                                                                              | Qual. Euro 2020                                                                     | -                                                                                   |                                                                                     |
| 8-10-2020                                                                           | Sarajevo                                                                            | Bosnia ed Erzegovina                                                                | 1 – 1 dts (3 – 4 dtr)                                                               | Irlanda del Nord                                                                    | Qual. Euro 2020                                                                     | 1                                                                                   | 88’                                                                                 |
| 11-10-2020                                                                          | Zenica                                                                              | Bosnia ed Erzegovina                                                                | 0 – 0                                                                               | Paesi Bassi                                                                         | UEFA Nations League 2020-2021 - 1º turno                                            | -                                                                                   | 75’                                                                                 |
| 14-10-2020                                                                          | Breslavia                                                                           | Polonia                                                                             | 3 – 0                                                                               | Bosnia ed Erzegovina                                                                | UEFA Nations League 2020-2021 - 1º turno                                            | -                                                                                   | 74’                                                                                 |
| 15-11-2020                                                                          | Amsterdam                                                                           | Paesi Bassi                                                                         | 3 – 1                                                                               | Bosnia ed Erzegovina                                                                | UEFA Nations League 2020-2021 - 1º turno                                            | -                                                                                   | 78’                                                                                 |
| 18-11-2020                                                                          | Sarajevo                                                                            | Bosnia ed Erzegovina                                                                | 0 – 2                                                                               | Italia                                                                              | UEFA Nations League 2020-2021 - 1º turno                                            | -                                                                                   | 71’                                                                                 |
| 24-3-2021                                                                           | Helsinki                                                                            | Finlandia                                                                           | 2 – 2                                                                               | Bosnia ed Erzegovina                                                                | Qual. Mondiali 2022                                                                 | -                                                                                   |                                                                                     |
| 31-3-2021                                                                           | Sarajevo                                                                            | Bosnia ed Erzegovina                                                                | 0 – 1                                                                               | Francia                                                                             | Qual. Mondiali 2022                                                                 | -                                                                                   | 86’                                                                                 |
| 2-6-2021                                                                            | Sarajevo                                                                            | Bosnia ed Erzegovina                                                                | 0 – 0                                                                               | Montenegro                                                                          | Amichevole                                                                          | -                                                                                   | 53’                                                                                 |
| 13-11-2021                                                                          | Zenica                                                                              | Bosnia ed Erzegovina                                                                | 1 – 3                                                                               | Finlandia                                                                           | Qual. Mondiali 2022                                                                 | -                                                                                   | 67’                                                                                 |
| 16-11-2021                                                                          | Zenica                                                                              | Bosnia ed Erzegovina                                                                | 0 – 2                                                                               | Ucraina                                                                             | Qual. Mondiali 2022                                                                 | -                                                                                   | 64’                                                                                 |
| 25-3-2022                                                                           | Zenica                                                                              | Bosnia ed Erzegovina                                                                | 0 – 1                                                                               | Georgia                                                                             | Amichevole                                                                          | -                                                                                   | 59’                                                                                 |
| 4-6-2022                                                                            | Helsinki                                                                            | Finlandia                                                                           | 1 – 1                                                                               | Bosnia ed Erzegovina                                                                | UEFA Nations League 2022-2023 - 1º turno                                            | -                                                                                   | 57’                                                                                 |
| 11-6-2022                                                                           | Podgorica                                                                           | Montenegro                                                                          | 1 – 1                                                                               | Bosnia ed Erzegovina                                                                | UEFA Nations League 2022-2023 - 1º turno                                            | -                                                                                   |                                                                                     |
| 14-6-2022                                                                           | Zenica                                                                              | Bosnia ed Erzegovina                                                                | 3 – 2                                                                               | Finlandia                                                                           | UEFA Nations League 2022-2023 - 1º turno                                            | -                                                                                   |                                                                                     |
| 23-3-2023                                                                           | Zenica                                                                              | Bosnia ed Erzegovina                                                                | 3 – 0                                                                               | Islanda                                                                             | Qual. Euro 2024                                                                     | 2                                                                                   |                                                                                     |
| 26-3-2023                                                                           | Bratislava                                                                          | Slovacchia                                                                          | 2 – 0                                                                               | Bosnia ed Erzegovina                                                                | Qual. Euro 2024                                                                     | -                                                                                   |                                                                                     |
| 8-9-2023                                                                            | Zenica                                                                              | Bosnia ed Erzegovina                                                                | 2 – 1                                                                               | Liechtenstein                                                                       | Qual. Euro 2024                                                                     | -                                                                                   | 60’ 90+3’                                                                           |
| 11-9-2023                                                                           | Reykjavík                                                                           | Islanda                                                                             | 1 – 0                                                                               | Bosnia ed Erzegovina                                                                | Qual. Euro 2024                                                                     | -                                                                                   |                                                                                     |
| 16-11-2023                                                                          | Lussemburgo                                                                         | Lussemburgo                                                                         | 4 – 1                                                                               | Bosnia ed Erzegovina                                                                | Qual. Euro 2024                                                                     | -                                                                                   | cap.                                                                                |
| 21-3-2024                                                                           | Zenica                                                                              | Bosnia ed Erzegovina                                                                | 1 – 2                                                                               | Ucraina                                                                             | Qual. Euro 2024                                                                     | -                                                                                   | 90+2’                                                                               |
| 7-9-2024                                                                            | Eindhoven                                                                           | Paesi Bassi                                                                         | 5 – 2                                                                               | Bosnia ed Erzegovina                                                                | UEFA Nations League 2024-2025 - 1º turno                                            | -                                                                                   | 46’                                                                                 |
| Totale                                                                              |                                                                                     | Presenze                                                                            | 34                                                                                  |                                                                                     | Reti                                                                                | 4                                                                                   |                                                                                     |

| Cronologia completa delle presenze e delle reti in nazionale ― Bosnia ed Erzegovina under 21 | Cronologia completa delle presenze e delle reti in nazionale ― Bosnia ed Erzegovina under 21 | Cronologia completa delle presenze e delle reti in nazionale ― Bosnia ed Erzegovina under 21 | Cronologia completa delle presenze e delle reti in nazionale ― Bosnia ed Erzegovina under 21 | Cronologia completa delle presenze e delle reti in nazionale ― Bosnia ed Erzegovina under 21 | Cronologia completa delle presenze e delle reti in nazionale ― Bosnia ed Erzegovina under 21 | Cronologia completa delle presenze e delle reti in nazionale ― Bosnia ed Erzegovina under 21 | Cronologia completa delle presenze e delle reti in nazionale ― Bosnia ed Erzegovina under 21 |
| Data                                                                                         | Città                                                                                        | In casa                                                                                      | Risultato                                                                                    | Ospiti                                                                                       | Competizione                                                                                 | Reti                                                                                         | Note                                                                                         |
| -------------------------------------------------------------------------------------------- | -------------------------------------------------------------------------------------------- | -------------------------------------------------------------------------------------------- | -------------------------------------------------------------------------------------------- | -------------------------------------------------------------------------------------------- | -------------------------------------------------------------------------------------------- | -------------------------------------------------------------------------------------------- | -------------------------------------------------------------------------------------------- |
| 5-9-2013                                                                                     | Kecskemét                                                                                    | Ungheria under 21                                                                            | 4 – 1                                                                                        | Bosnia ed Erzegovina under 21                                                                | Qual. Europeo Under-21 2015                                                                  | -                                                                                            | 73’                                                                                          |
| 9-9-2013                                                                                     | Zenica                                                                                       | Bosnia ed Erzegovina under 21                                                                | 0 – 2                                                                                        | Austria under 21                                                                             | Qual. Europeo Under-21 2015                                                                  | -                                                                                            | 46’                                                                                          |
| 10-10-2013                                                                                   | Murcia                                                                                       | Spagna under 21                                                                              | 3 – 2                                                                                        | Bosnia ed Erzegovina under 21                                                                | Qual. Europeo Under-21 2015                                                                  | -                                                                                            | 82’                                                                                          |
| 15-10-2013                                                                                   | Elbasan                                                                                      | Albania under 21                                                                             | 0 – 1                                                                                        | Bosnia ed Erzegovina under 21                                                                | Qual. Europeo Under-21 2015                                                                  | -                                                                                            |                                                                                              |
| 14-11-2013                                                                                   | Zenica                                                                                       | Bosnia ed Erzegovina under 21                                                                | 1 – 6                                                                                        | Spagna under 21                                                                              | Qual. Europeo Under-21 2015                                                                  | -                                                                                            |                                                                                              |
| 4-6-2014                                                                                     | Zenica                                                                                       | Polonia under 21                                                                             | 1 – 0                                                                                        | Bosnia ed Erzegovina under 21                                                                | Amichevole                                                                                   | -                                                                                            | 46’                                                                                          |
| 5-9-2014                                                                                     | Sankt Pölten                                                                                 | Austria under 21                                                                             | 2 – 0                                                                                        | Bosnia ed Erzegovina under 21                                                                | Qual. Europeo Under-21 2015                                                                  | -                                                                                            |                                                                                              |
| 8-9-2014                                                                                     | Sarajevo                                                                                     | Bosnia ed Erzegovina under 21                                                                | 1 – 4                                                                                        | Ungheria under 21                                                                            | Qual. Europeo Under-21 2015                                                                  | -                                                                                            |                                                                                              |
| Totale                                                                                       |                                                                                              | Presenze                                                                                     | 8                                                                                            |                                                                                              | Reti                                                                                         | 0                                                                                            |                                                                                              |

## Palmarès

### Club

#### Competizioni nazionali
- Campionato italiano di Serie B: 1

Empoli: 2017-2018
- Campionato italiano: 1

Milan: 2021-2022
- Campionato serbo: 1

Stella Rossa: 2024-2025
- Coppa di Serbia: 1

Stella Rossa: 2024-2025